# Mount Graham (Neuseeland)
Mount Graham ist ein 3184 m hoher Berg in den Neuseeländischen Alpen auf der Südinsel Neuseelands.

## Geographie
Der Gipfel liegt mit einer geringen Schartenhöhe in weniger als einem Kilometer Abstand zwischen dem 3144 m hohen Mount Teichelmann im Westen und dem 3300 m hohen Silberhorn im Osten. Der Mount Graham ist von Schneefeldern und Gletschern umgeben, wie dem Linda-Gletscher in seiner Südflanke.

## Geschichte
Benannt ist er nach den Bergsteigern Peter und Alexander Graham. Den Namen erhielt er durch S.B. Thompson, G.L. Clark und Jack Cox, die ihn am 18. Januar 1938 bestiegen, dabei jedoch anfangs mit dem Mount Teichelmann verwechselten.

## Geologie
Das Gestein besteht hauptsächlich aus Varianten des Sedimentgesteins von Sandstein, Schluffstein und Mudstone, etwa 201 bis 253 Millionen Jahre alt.